# Papiro 50
O Papiro 50 ({\displaystyle {\mathfrak {P}}}50) é um antigo papiro do Novo Testamento que contém fragmentos do capítulo oito e dez dos Actos dos Apóstolos (8:26-32; 10:26-31).